# Capesterre-Belle-Eau
Capesterre-Belle-Eau é uma comuna francesa na região administrativa de Guadeloupe, no departamento de Guadeloupe. Estende-se por uma área de 103 km², com 19 599 habitantes, segundo os censos de 1999, com uma densidade de 190 hab/km².

## Localidade
Bananier, Bélair, Cacador, Cacoville, Cambrefort, Cantamerle, Carangaise, Christophe, La Digue, Fonds-Cacao, Grande-Chasse, L'Habituée, Îlet-Pérou, Mon Repos, Moravie, Moulin-à-l'Eau, Neuf-Château, La Plaine, Routhiers, Saint-Sauveur, Sainte-Marie, Source-Pérou

## Arquitetura e monumentos
- Chutes du Carbet, as maiores quedas d'água em Guadalupe
- Allée Dumanoir[6], forrada com palmeiras imperiais
- Slave Cemetery
- Destilaria Rhum Longueteau, que opera a vapor ainda

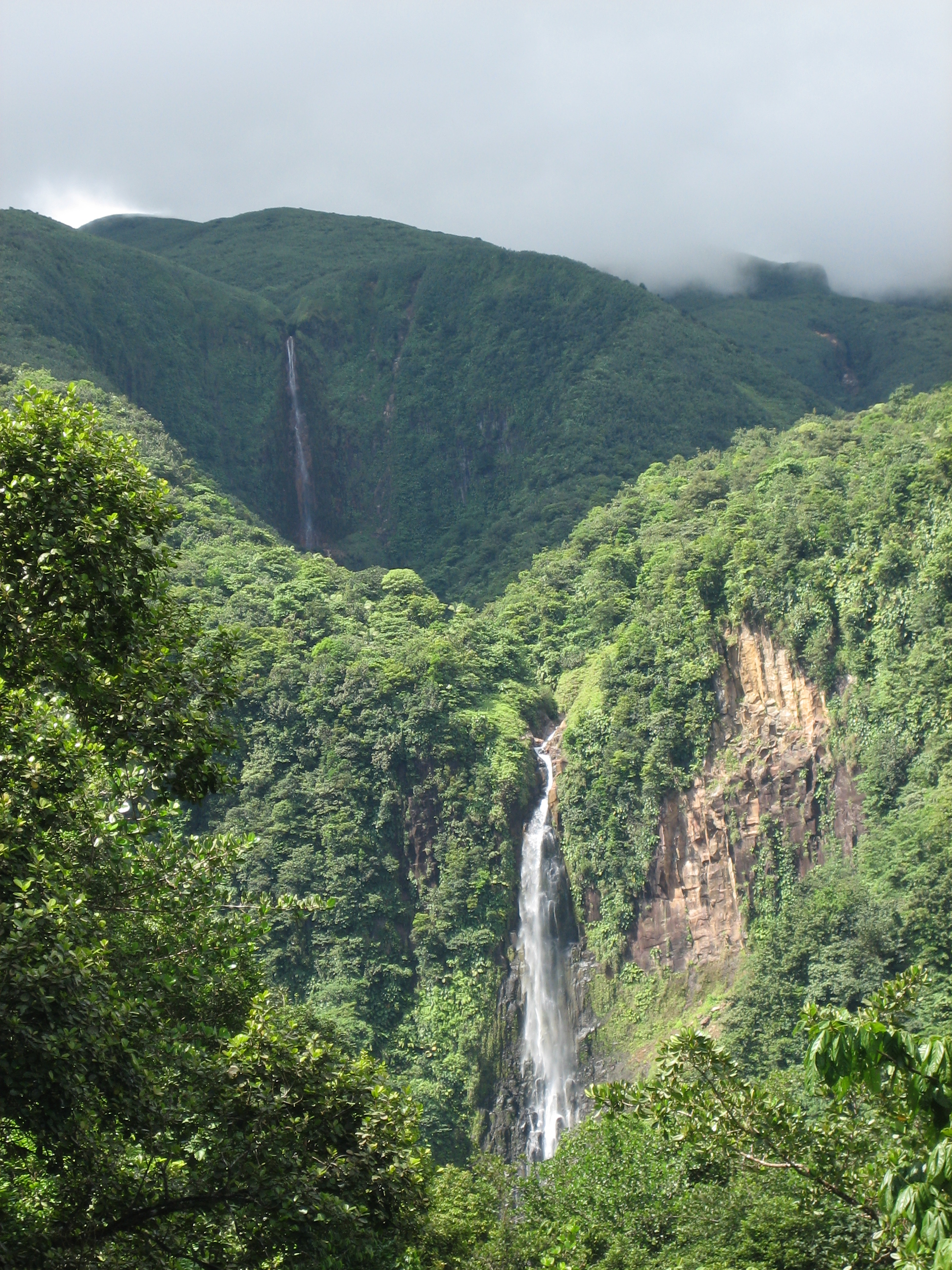
Chutes du Carbet, Guadeloupe